# Elektromagnetische kracht
De elektromagnetische kracht is de kracht die elektrische geladen deeltjes "voelen" door elektromagnetische velden. Het is een van de vier fundamentele natuurkrachten, naast zwaartekracht, sterke kernkracht en zwakke kernkracht. De elektromagnetische kracht zorgt ervoor dat elektronen om de kernen van atomen draaien. Het boodschapperdeeltje (boson) van de kracht is het foton.

## Waarneembaarheid
Elektromagnetisme ligt aan de basis van de chemische eigenschappen van materie. Het verschijnsel van de chemische binding wordt vrijwel geheel bepaald door de elektrische interacties tussen negatief geladen elektronen en positieve atoomkernen. Ook de aggregatietoestanden van de stof, en in het bijzonder de kristalstructuur van vaste stoffen, ontstaan door elektrostatische of meer algemeen elektromagnetische interacties tussen kernen en elektronen. Als de kinetische energie in de atomen laag genoeg is, spelen Vanderwaalskrachten en andere interacties een rol in het bij elkaar houden van de atomen in de stof. Zo blijven de atomen/ionen/moleculen beneden een bepaalde temperatuur op een vaste positie in het kristalrooster gelokaliseerd.
Ook veel "alledaagse" (d.w.z. niet-fundamentele) krachten kunnen herleid worden tot elektromagnetische interacties.

### Adhesie
De onderlinge aantrekking tussen een vloeistof en de wand van het vat ontstaat door waterstofbruggen of door Vanderwaalskrachten. Een extreme manifestatie hiervan is de opstijging van een vloeistof in een dunne verticale buis: capillariteit.

### Cohesie
De onderlinge aantrekking tussen moleculen van eenzelfde (vloei)stof wordt verklaard aan de hand van Vanderwaalskrachten, dus uiteindelijk door elektromagnetisme. Cohesie manifesteert zich onder meer in de oppervlaktespanning van een vloeistof.

### Macroscopische botsingen
Elektrisch neutrale vaste lichamen of afzonderlijke moleculen interageren als hun onderlinge afstand zo klein wordt, dat plaatselijke polariteiten (schommelingen in de totale elektrostatische neutraliteit) een rol beginnen te spelen. Eenvoudig gezegd: moleculen kunnen niet dwars door elkaar heen bewegen, en het meest onmiddellijk zichtbare effect is een kortstondige maar sterke kracht die de moleculen van elkaar wegduwt: een botsing. Botsingen en aanverwante fenomenen zoals dynamische en statische wrijving zijn manifestaties op grote schaal van elektromagnetische effecten op kleine schaal.

## Elektromagnetisme
De elektrische en magnetische krachten waarmee elektrisch geladen deeltjes en lichamen elkaars beweging beïnvloeden, werken op afstand, onrechtstreeks en vertraagd. Deze werking op afstand wordt gemodelleerd als het elektromagnetische veld.

### Klassieke benadering
Het elektromagnetische veld bestaat uit twee afzonderlijke vectorvelden: het elektrostatische veld {\displaystyle {\vec {E}}(x)} en het magnetische veld {\displaystyle {\vec {B}}(x).} De Lorentzkracht is de kracht die een deeltje met lading {\displaystyle q} en snelheid {\displaystyle {\vec {v}}} in een punt {\displaystyle x} ondervindt, en is gelijk aan {\displaystyle q({\vec {E}}(x)+{\vec {v}}\times {\vec {B}}(x)).} Anderzijds wordt de tijdsevolutie van het elektrische en het magnetische veld zelf ook bepaald door de verdeling en snelheid van de in de ruimte aanwezige elektrische ladingen; de wetten van Maxwell zijn de differentiaalvergelijkingen die deze evolutie precies beschrijven.
De oplossingen van de Maxwellvergelijkingen in de lege ruimte zijn elektromagnetische golven die zich met de lichtsnelheid voortplanten. Dat is geen toeval: het fenomeen licht zelf wordt verklaard als elektromagnetische golven waarvan de frequentie binnen een bepaald interval ligt.
Het zien en de hele wetenschap der optica vallen dus binnen het grotere domein van het elektromagnetisme.

### Grootheden en maten
Voor de meting van het elektromagnetische veld en zijn krachtwerking komen verscheidene grootheden in aanmerking, naargelang van de context, het experiment of de technische toepassing waarin die kracht zich manifesteert. Voor de beschrijving van de beweging van een geladen deeltje in een tijdsonafhankelijk elektromagnetisch veld dat geen noemenswaardige invloed ondergaat van het deeltje, kunnen in de formule voor de lorentzkracht de componenten {\displaystyle q{\vec {E}}(x)} en {\displaystyle q({\vec {v}}\times {\vec {B}}(x))} afzonderlijk bestudeerd worden: men spreekt dan van elektrostatische resp. magnetostatische kracht.
De meest rechtstreekse uitdrukking van de kracht van een magnetisch veld is de magnetische fluxdichtheid (synoniem: magnetische inductie), uitgedrukt in tesla (T). Een elektrische lading van 1 coulomb die met een snelheid van 1 m/s loodrecht op een homogeen statisch magneetveld van 1 tesla beweegt, ondervindt een zijwaartse kracht van 1 newton loodrecht op de bewegingsrichting en loodrecht op de richting van het magnetisch veld.
De elektrische veldsterkte van een elektrostatisch veld heeft geen eigen symbool maar wordt uitgedrukt in volt per meter. Een lading van 1 coulomb in een homogeen elektrisch veld van 1 V/m ondervindt een kracht van 1 newton in de richting van het veld.
Aangezien magnetische veldlijnen geen eindpunten hebben (afwezigheid van magnetische monopolen), kan een betekenis worden gegeven aan de totale sterke van het magnetische veld dat doorheen een oppervlak passeert: de magnetische flux, uitgedrukt in weber (Wb). Technisch is het de integraal van de component van het magnetische veld loodrecht op het oppervlak. Daaruit volgt dat de eenheid weber het product is van de tesla met de vierkante meter. In het SI-stelsel is het omgekeerd: de tesla wordt beschouwd als een afgeleide eenheid met als definitie Wb/m2.

### Relativiteitstheorie
De wetten van Maxwell zijn moeilijk te verzoenen met de klassieke mechanica, en meer bepaald met het relativiteitsprincipe van Galilei, krachtens hetwelk eenparig bewegende waarnemers dezelfde natuurwetten vaststellen als stilstaande waarnemers. Wetenschappers hebben lang gezocht naar een aanpassing van de wetten van Maxwell, totdat Albert Einstein in zijn speciale relativiteitstheorie uit 1905 de wetten van Maxwell intact liet, en juist het relativiteitsprincipe van Galilei aanpaste. In de speciale relativiteitstheorie zijn elektrostatica en magnetisme twee manifestaties van eenzelfde onderliggend fenomeen, waarvan de componenten correct en eenduidig kunnen getransformeerd worden tussen twee waarnemers. Als gevolg van deze theorie is de lichtsnelheid in vacuüm voor alle waarnemers even groot.

### Kwantumtheorie
De vroegste stappen in de kwantummechanica zijn gezet toen Max Planck in 1900 voor het eerst een verklaring bood voor de frequentieverdeling van warmtestraling, met de voor die tijd revolutionaire veronderstelling dat elektromagnetische golven niet in continue hoeveelheden kunnen voorkomen, maar alleen in discrete veelvouden van een kleinst mogelijke golf. De energie van die kleinst mogelijke golf, kwantum geheten, is evenredig met de frequentie ervan en de evenredigheidsfactor heet thans constante van Planck.
De volledige theorie van gekwantiseerde elektromagnetische velden (kwantumelektrodynamica) is pas na 1945 ontwikkeld. Ze stond vervolgens model voor andere kwantumveldentheorieën die samen het standaardmodel van de deeltjesfysica zouden vormen. In dat standaardmodel worden elektromagnetische golven geïdentificeerd met fotonen, elektrisch neutrale deeltjes zonder rustmassa en die gelijk zijn aan hun eigen antideeltje. Geladen deeltjes interageren door het uitzenden, verstrooien (botsen met) en absorberen van fotonen, waarbij de zender een deel van zijn kinetische energie overdraagt aan het foton. Een warm voorwerp straalt fotonen uit (emissie) door de versnelling van zijn elektronen die, nadat ze door thermische botsingen in een aangeslagen toestand zijn gebracht, terugvallen naar de grondtoestand. Fotonenparen kunnen ook spontaan gecreëerd worden uit een hoge concentratie van energie, bijvoorbeeld door de annihilatie van een (ander) elementair deeltje met zijn antideeltje. De ioniserende straling die bij radioactiviteit vrijkomt, bestaat naast deeltjes met rustmassa ook uit fotonen in de vorm van gammastraling.

## Natuurverschijnselen
Enkele verschijnselen in de astronomie worden rechtstreeks veroorzaakt door de kracht van een magnetisch veld op snel bewegende elektrisch geladen deeltjes.

### Poollicht
De aardkern bestaat voor een groot deel uit de magnetische materialen nikkel en ijzer en genereert een magnetisch veld waarvan de effecten tot ver buiten de atmosfeer voelbaar zijn. De geladen deeltjes van de zonnewind worden ingevangen in de aardmagnetische veldlijnen en dringen in de buurt van de noord- en zuidpool de hoge atmosfeer binnen, waar een deel van hun bewegingsenergie door ionisatie van luchtmoleculen wordt omgezet in licht.

### Synchrotronstraling
Bepaalde hemellichamen, met name sommige quasars en sommige pulsars, zenden licht uit waarvan de frequentieverdeling (kleur) niet kan worden verklaard door thermische straling zoals bijvoorbeeld bij sterren. Men neemt aan dat het hier gaat om synchrotronstraling, dat is elektromagnetische straling die weglekt wanneer zeer snelle elektronen spiraliseren in een magneetveld.

## Rechtstreekse toepassingen
Krachten van elektromagnetische oorsprong zijn alomtegenwoordig; we beperken ons in deze paragraaf dan ook tot enkele rechtstreekse toepassingen van het afbuigen van een bundel geladen deeltjes door een elektromagnetisch veld.

### Kathodestraalbuis
Voor de veralgemeende invoering van ledtelevisie was de beeldbuis de meest gebruikte technologie voor beeldschermen. Ze bestaat uit een vacuümbuis waarin een bundel elektronen wordt afgevuurd op een positief geladen glazen plaat met aan de binnenkant een fosforescerende laag, die oplicht wanneer er elektronen op vallen. De richting van de elektronenbundel wordt bestuurd door een snel wisselend magnetisch veld.

### Massaspectrometrie
Met een massaspectrograaf kan een scheikundige ionen van verschillende lading en massa scheiden. De ionenbundel wordt afgebogen door een magnetisch veld, en de afbuiging is omgekeerd evenredig met de massa van elk ion.

### Deeltjesversneller
In een deeltjesversneller worden geladen deeltjes in een steeds snellere cirkelvormige beweging rondgeslingerd. De verhoging van de snelheid gebeurt door middel van nauwkeurig gestuurde elektrostatische velden en de cirkelvormige beweging wordt verzekerd door de Lorentzkracht van een homogeen magnetisch veld.